# 胡祥
胡祥（？—？），字元吉，安定郡临泾县（今宁夏回族自治区固原市彭阳县）人，北魏官员。

## 生平
胡国珍之子，母为赵平郡君梁氏。胡祥袭武始侯封爵，历任殿中尚书、中书监、侍中，后改封东平郡公。薨后赠开府仪同三司、雍州刺史，谥孝景。

## 住所
洛阳永明寺西有宜年里，里内有陈留王元景皓和侍中安定公胡祥等两处住宅。

## 家庭

### 夫人
- 元孟蕤，清河文献王元怿长女，封长安长公主[4][5][6]

### 子女
- 胡延之